# Граф Сент-Эндрюс
Граф Сент-Эндрюс, или граф Сент-Эдрюсский (англ. Earl of St Andrews) — дворянский титул в системе пэрства Соединённого королевства, существующий с 12 октября 1934 года. Является одним из младших титулов в титулатуре герцогов Кентских и используется в качестве титула учтивости первым наследником герцога.

## История
Титул графа Сент-Эндрюса был создан 12 октября 1934 года королём Георгом V вместе с титулами герцога Кентского и барона Даунпатрика для своего четвёртого сына Джорджа (1902—1942). Своим именем титул обязан шотландскому городу Сент-Эндрюс (Сент-Андрус).
После гибели Джорджа в 1942 титул унаследовал его старший сын Эдвард, 2-й герцог Кентский, который и носит его в настоящее время.
Титул графа Сент-Эндрюса с момента рождения используется в качестве титула учтивости первым наследником герцога — Джорджем (родился 26 июня 1962).

## Графы Сент-Эндрюс
- 1934—1942: принц Джордж Эдвард Александр Эдмунд (20 декабря 1902 — 25 августа 1942), 1-й герцог Кентский, 1-й граф Сент-Эндрюс и 1-й барон Даунпатрик с 1934 года[3][4].
- с 1942: Эдвард Джордж Николас Пол Патрик Виндзор (родился 9 октября 1935), 2-й герцог Кентский, 2-й граф Сент-Эндрюс и 2-й барон Даунпатрик с 1942 года, сын предыдущего[5].
  - наследник: Джордж Филипп Николас Виндзор, граф Сент-Эндрюс (родился 26 июня 1962)[6].